# 2008年美國聯盟中區封王決勝加賽
2008年美國聯盟中區封王決勝加賽（也常被稱為昏暗之戰）是美國職棒大聯盟2008年賽季的一場決勝加賽，以決定將由芝加哥白襪隊還是明尼蘇達雙城隊在當年的美國聯盟中區封王。這場決勝加賽舉行於2008年9月30日的美國行動通訊球場（位於伊利諾州芝加哥）。最終白襪隊靠著吉姆·湯米的陽春全壘打1比0獲勝，這場比賽大聯盟史上合計得分最低的一場決勝加賽。白襪隊之後挺進到當年的美聯分區賽，但他們在那以一勝三敗的成績負於坦帕灣光芒隊，而雙城隊則是未能晉級季後賽。
進行這場比賽的原因是因為兩隊正規賽季的戰績都是88勝74敗。白襪隊季末時贏了一次擲硬幣決定的機會，從而獲得這場比賽的主場優勢。這場決勝加賽將被作為兩隊正規賽季的第163場比賽，比賽中的各項數據與內容也會算入正規賽季的統計當中。

## 背景

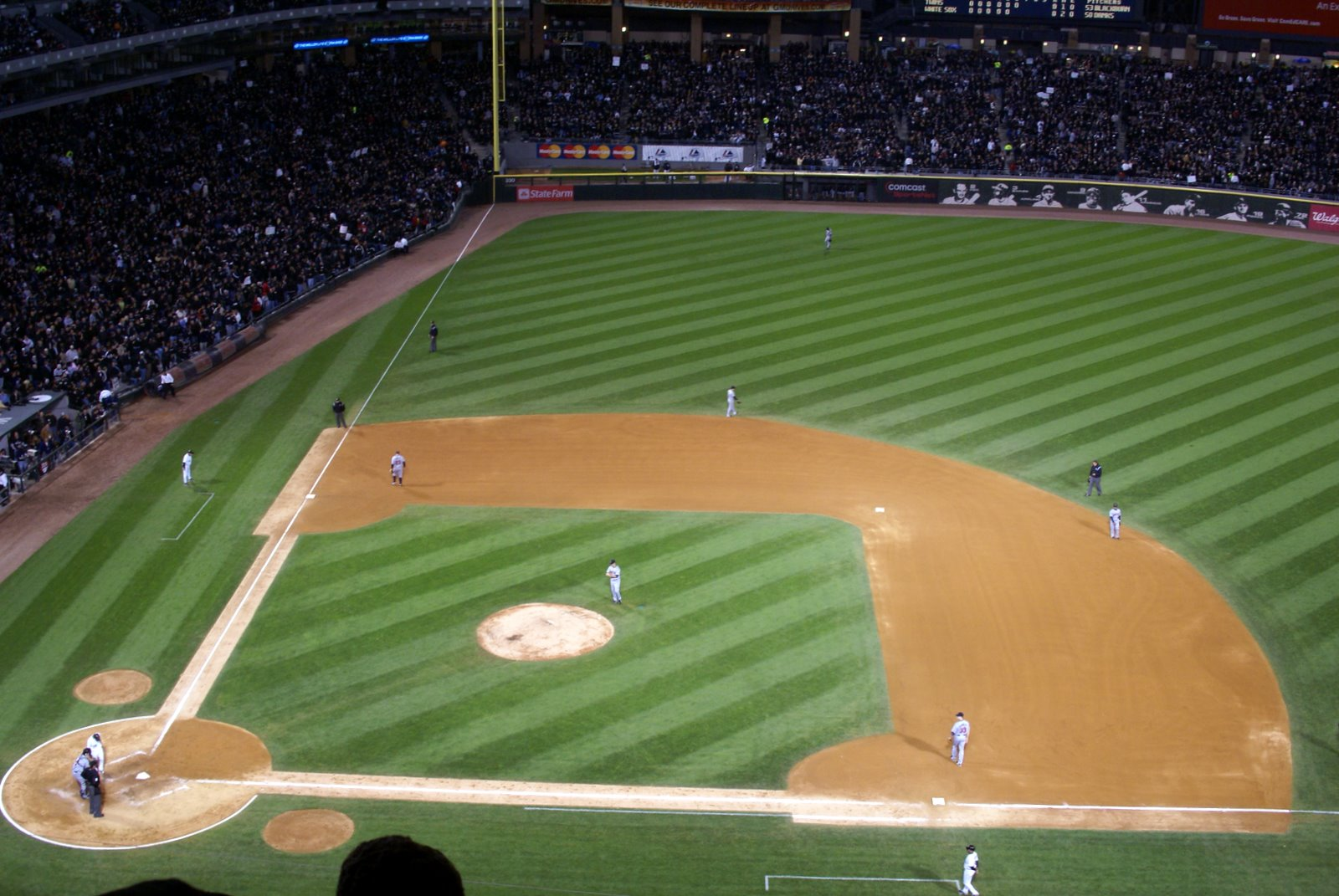
這場決勝加賽舉行於芝加哥的美國行動通訊球場，球迷被鼓勵身著黑衣以支持白襪隊

底特律老虎隊和克里夫蘭印地安人隊在前一年的賽季裡是美聯中區的前兩名，因此被ESPN的湯姆·維爾達奇及棒球簡章的喬·斯漢等記者認為是該區本季最強的兩支球隊。然而，印地安人隊的陣容飽受傷病困擾，僅在5月17日前曾佔據過分區第一之位13天。 而老虎隊則是從未在美聯中區登頂，最後甚至以14場勝差的落後墊底。
白襪隊自5月17日追平印地安人隊戰績後，就幾乎都在分區第一的位置，持有該位達154天，甚至即便不在第一時最多也僅落後龍頭一場勝差。雙城隊則是整個賽季大多都在第二名之為追趕白襪隊，期間則曾有54天登頂。儘管雙城隊九月僅取得11勝15敗，但他們仍在9月25日的延長賽中擊敗白襪隊，完成兩隊三連戰的橫掃。雙城打完本季最後一場比賽後仍保有分區領先，迫使白襪隊必須在9月29日的補賽（先前因雨延賽）中與老虎隊對戰以決定是否要再加賽。這場補賽白襪隊以8比2勝出，使得他們與雙城隊在美聯中區都以88勝74敗並列第一，從而導致必須舉行決勝加賽以決定誰是分區龍頭。這場決勝加賽的門票在9月29日的補賽結束後一小時內就告售罄。
白襪隊在九月初的擲硬幣中贏了決勝加賽的主場優勢，因此這場比賽將在美國行動通訊球場舉行。球迷被鼓勵身著全黑服裝以展現對白襪隊支持。TBS負責這場比賽的轉播。白襪隊這場比賽推出只休息三天的約翰·丹克斯先發，而雙城隊則是派出尼克·布萊克本。

## 比賽概要
| 明尼蘇達雙城隊 | 0 | 0 | 0 | 0 | 0 | 0 | 0 | 0 | 0 | 0 | 2 | 0 |
| 芝加哥白襪隊 | 0 | 0 | 0 | 0 | 0 | 0 | 1 | 0 | x | 1 | 5 | 0 |
| 勝投： 約翰·丹克斯（12勝9敗） 敗投： 尼克·布萊克本（11勝11敗） 救援成功： 巴比·占克斯（30救援成功） 全壘打： 雙城隊：無 白襪隊：吉姆·湯米 34（7局下，1分） 觀眾人數： 40,354人 |   |   |   |   |   |   |   |   |   |   |   |   |

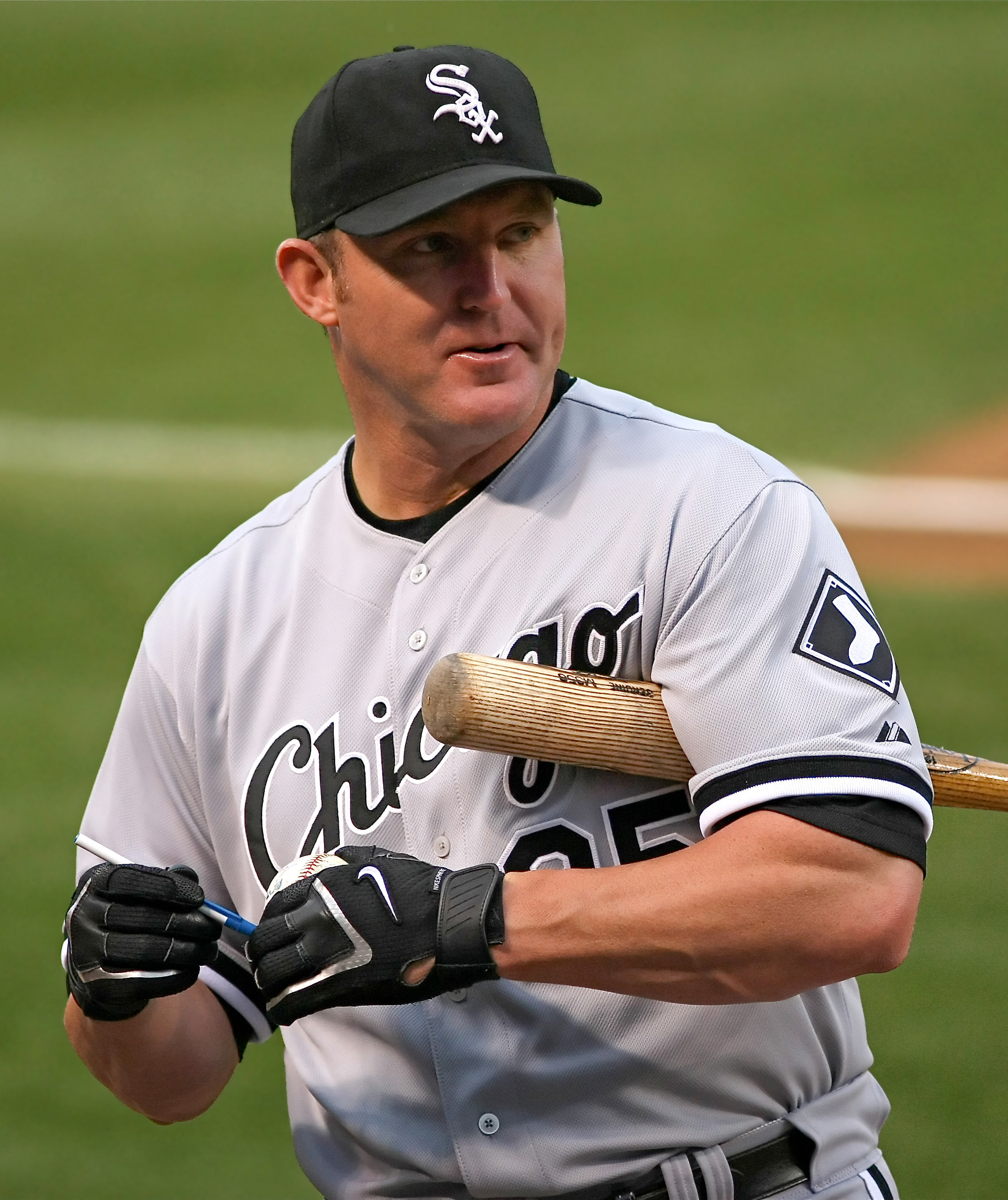
吉姆·湯米在第七局擊出全壘打得到本場比賽唯一的一分，圖攝於正規賽季期間

雙方的先發投手布萊克本和丹克斯在比賽前期都成功封鎖對方無失分，前四局甚至總共僅六名跑者上壘。五局上半，雙城隊的麥克·卡戴爾一上場就打出二壘安打，然而這也是雙城隊整場唯一一次攻佔得點圈的機會。丹克斯隨後讓戴爾蒙·楊擊出深遠飛球被接殺，卡戴爾推進到三壘。接著，布蘭登·哈里斯又擊出一支中外野方向的深遠飛球，被白襪隊中外野手小肯·葛瑞菲接殺出局。卡戴爾此時試圖跑回本壘以變成高飛犧牲打，但小葛瑞菲精準傳回本壘，捕手A·J·皮爾辛斯基接到球後將卡戴爾阻擋在本壘前，並將其觸殺出局同時結束該半局。這個長傳賽後被評為「妙傳（nice throw）」及「美技守備（defensive gem）」。
七局下半，白襪隊指定打擊吉姆·湯米作為該局首名打者擊出陽春全壘打，得到本場比賽唯一的一分。布萊克本之後讓保羅·柯諾可擊出滾地球出局，但被小葛瑞菲打出二壘安打，只好在對阿列克謝·拉米瑞茲故意四壞保送後下場，由中繼投手荷西·米亞里斯接替投球。而白襪隊的約翰·丹克斯則投滿八局未失分，第九局則交給終結者巴比·占克斯。最終占克斯完成了三個出局數，拿到本季第30次救援成功，助隊以1比0取勝。雙城隊中心打線（喬·毛厄、賈斯汀·摩爾諾和卡戴爾）三人生涯對戰丹克斯共計40個打數22之安打（打擊率5成50），但這場決勝加賽中卻是9個打數僅1支安打，打擊率僅1成11，還被三振三次。這場比賽是大聯盟史上合計最低分的決勝加賽，比先前最低分的1951年國家聯盟龍頭決勝系列加賽第一戰（3比1）還要少三分。

## 後續
白襪隊獲勝後成功晉級季後賽行列，這是他們自2005年以來的首次參賽。但他們在分區系列賽中遭到當年世界大賽亞軍坦帕灣光芒隊擊敗，以一勝三敗告終。
在棒球統計上，這場比賽算做正規賽季的第163場比賽。像是湯米這場比賽的全壘打就是本季第34發，這讓他在聯盟排行榜上並列第四。而丹克斯則是在這場比賽後將防禦率從3.47降至3.32，在聯盟排行榜上從並列第十躍升至第五。雙城隊的毛厄、摩爾諾以及白襪隊外野手卡洛斯·奎丁因為他們本季優秀的進攻表現獲得銀棒獎。毛厄還獲得同年的金手套獎。這場決勝加賽將是最後一次由擲硬幣的方式來決定誰是主場。隨著大聯盟在2008年的球季結束後修正了規定，未來決勝加賽的主場優勢，將由雙方在季賽中相互對戰成績較佳者獲得。